# Myotis elegans
Myotis elegans là một loài động vật có vú trong họ Dơi muỗi, bộ Dơi. Loài này được Hall mô tả năm 1962.